# Aston Martin Valhalla
Aston Martin Valhalla — гибридный спортивный автомобиль, разработанный британским автопроизводителем Aston Martin совместно с Red Bull Racing.

## Описание
Valhalla является результатом сотрудничества между Aston Martin и Red Bull Racing. Первоначально автомобиль назывался AM-RB 003.
Aston Martin Valhalla имел уникальное заднее антикрыло FlexFoil. Крыло могло изменять прижимную силу автомобиля без изменения угла его атаки. Спойлер интегрирован в кузов и, как утверждается, не создаёт сопротивления или аэродинамической турбулентности.
В салоне автомобиля имеются место для хранения багажа за сиденьями, центральная консоль и крепление для водительского сотового телефона. Рулевое колесо было позаимствовано у Aston Martin Valkyrie. На рулевой колонке имеются подрулевые лепестки в форме крыла. Для удобной посадки и удобной высадки автомобиль также имеет двугранные двери.
Шасси изготовлено из углеродного волокна, при этом панели кузова изготовлены из того же материала. В то время как шасси изготавливается компанией Aston Martin, аэродинамические панели кузова изготавливаются компанией Red Bull Racing.

## Технические характеристики
Первоначально планировалось, что автомобиль будет оснащаться 3,0-литровым двигателем V6 с двойным турбонаддувом, но в итоге автомобиль стал оснащаться 4,0-литровым двигателем M178 LS2 V8 с двойным турбонаддувом и двумя электродвигателями. Суммарная мощность составляет 699 кВт (937 л. с.).

## В массовой культуре
Aston Martin Valhalla появляется в фильме о Джеймсе Бонде «Не время умирать» на короткое время в аэродинамической трубе в Q-Branch.

## Галерея
- Концепт-кар AM-RB 003 на Женевском автосалоне, 2019 год
- Вид сзади
- Прототип Aston Martin Valhalla, 2021 год
- Интерьер